# Rivalità Leonard-Durán
La rivalità Leonard-Durán fa riferimento al dualismo pugilistico che ha segnato le carriere di Sugar Ray Leonard e Roberto Durán.

## Trilogia
Di seguito, la lista dei tre incontri:
| Vincitore         | Sconfitto         | Causa             | Ripresa | Luogo                   | Data             | Note                                                                                 |
| ----------------- | ----------------- | ----------------- | ------- | ----------------------- | ---------------- | ------------------------------------------------------------------------------------ |
| Roberto Durán     | Sugar Ray Leonard | Decisione unanime | 15 (15) | Montréal Canada         | 20 giugno 1980   | Incontro valido per i titoli WBC, The Ring, e Lineare dei pesi welter                |
| Sugar Ray Leonard | Roberto Durán     | KO tecnico        | 8 (15)  | New Orleans Stati Uniti | 25 novembre 1980 | Incontro valido per i titoli WBC, The Ring, e Lineare dei pesi welter (No Más Fight) |
| Sugar Ray Leonard | Roberto Durán     | Decisione unanime | 15 (15) | Paradise Stati Uniti    | 7 dicembre 1989  | Incontro valido per il titolo mondiale WBC super dei pesi medi                       |

Il bilancio complessivo è di 2 vittorie per Leonard, con un successo per Durán.

## Record complessivo

### Professionismo
| Pugile            | Incontri totali | Vittorie (KO) | Sconfitte (KO) | Pareggi | No contest |
| ----------------- | --------------- | ------------- | -------------- | ------- | ---------- |
| Sugar Ray Leonard | 40              | 36 (25)       | 3 (1)          | 1       | 0          |
| Roberto Durán     | 119             | 103 (70)      | 16 (4)         | 0       | 0          |